# Rasmussen (piosenkarz)
Rasmussen, właśc. Jonas Flodager Rasmussen (ur. 28 listopada 1985 w Viborgu) – duński piosenkarz, aktor i trener emisji głosu, reprezentant Danii w Konkursie Piosenki Eurowizji 2018.

## Życiorys
Występował m.in. w musicalach West Side Story i Les Misérables oraz śpiewał w chórze na scenie z The Rolling Stones. W 2018 z utworem „Higher Ground" zwyciężył w finale programu Dansk Melodi Grand Prix, tym samym zostając reprezentantem Danii w 63. Konkursie Piosenki Eurowizji organizowanym w Lizbonie. Piosenka zainspirowana była historią wikinga Magnusa Erlendssona, który w 1098 wbrew królowi, kodeksowi i utartym zwyczajom odmówił wzięcia udziału w bitwie o Anglesey Sound, nawołując do pokojowego rozwiązania problemu. 10 maja zaśpiewał utwór w drugim półfinale Eurowizji 2018 i z piątego miejsca zakwalifikował się do finału, który odbył się 12 maja, w którym zajął dziewiąte miejsce po zdobyciu 226 punktów, w tym 188 pkt od telewidzów (5. miejsce) i 38 pkt od jurorów (20. miejsce). W 2020 uczestniczył w projekcie Eurovision Home Concerts, w którym zaśpiewał utwór „Higher Ground” i cover zwycięskiej piosenki Emmelie de Forest „Only Teardrops”.

## Dyskografia

### Single
| Rok  | Tytuł           | Album |
| ---- | --------------- | ----- |
| 2018 | „Higher Ground" | —     |
| 2019 | „Go Beyond”     | —     |